# Holger Lyre
Holger Lyre (* 1965) ist ein deutscher Wissenschaftstheoretiker und Professor für Theoretische Philosophie an der Universität Magdeburg, wo er seit 2010 auch Mitglied am Center for Behavioral Brain Sciences (CBBS) ist. In den Jahren 2011 bis 2016 war er Gründungspräsident der Gesellschaft für Wissenschaftsphilosophie (GWP).

## Leben
Nach dem Studium der Physik, Philosophie und Neuroinformatik in Marburg, Dortmund und Bochum mit Abschluss 1993 in Diplom-Physik wurde er 1996 von der Universität Bochum in Philosophie promoviert. Er war Visiting Fellow am Center for Philosophy of Science der University of Pittsburgh im akademischen Jahr 1998/99 und habilitierte sich 2003 an der Universität Bonn. Nach Lehrstuhlvertretungen an den Universitäten Bielefeld und Augsburg folgte er zum Wintersemester 2009 einem Ruf auf den Lehrstuhl für Theoretische Philosophie/Philosophie des Geistes am Institut für Philosophie der Universität Magdeburg. Er absolvierte auswärtige Forschungsaufenthalte an der UC San Diego und der University of Sydney.

## Forschung
Lyres Forschungsschwerpunkte liegen in den Bereichen Wissenschaftstheorie, Philosophie der Naturwissenschaften (speziell Physik und kognitive Neurowissenschaften), Ontologie und Philosophie des Geistes. Mitte der 90er Jahre begann er mit Arbeiten über begriffliche Zusammenhänge von Quanten- und Informationstheorie, die er zum Teil in enger Kooperation mit Carl Friedrich von Weizsäcker durchführte. Danach arbeitete er über Grundlagenfragen der Eichtheorien (physikalischen Feldtheorien mit lokalen Symmetrien). Hier vertritt er die Position eines Strukturenrealismus. Seit Mitte der 2000er Jahre arbeitet er vornehmlich in den Bereichen Wissenschaftstheorie der Kognitions- und Neurowissenschaften und Philosophie des Geistes. Hier ist Lyre durch Arbeiten zu den Themen multiple Realisierbarkeit, Reduktionismus, Externalismus und erweiterter Geist (extended cognition) hervorgetreten.

## Lehre
Im Rahmen seiner Lehrtätigkeit an der Universität Magdeburg ist Lyre hauptverantwortlich für den dortigen konsekutiven Studiengang Philosophie-Neurowissenschaften-Kognition.

## Bücher
- Cord Friebe, Meinard Kuhlmann, Holger Lyre, Paul Näger, Oliver Passon & Manfred Stöckler: The Philosophy of Quantum Physics. Springer 2018.
- Cord Friebe, Meinard Kuhlmann, Holger Lyre, Paul Näger, Oliver Passon & Manfred Stöckler: Philosophie der Quantenphysik. Springer 2015 (1. Aufl.), 2018 (2. Aufl.).
- Holger Lyre, Oliver Schliemann (Hrsg.): Kants „Prolegomena“: Ein kooperativer Kommentar. Klostermann, Frankfurt a. M. 2012.
- Holger Lyre, Thomas Görnitz (Hrsg.): Carl Friedrich von Weizsäcker: The Structure of Physics. Springer, Dordrecht 2006.
- Lokale Symmetrien und Wirklichkeit. Eine naturphilosophische Studie über Eichttheorien und Strukturenrealismus. Mentis, Paderborn 2004, ISBN 3-89785-247-0.
- Holger Lyre (Hrsg.): Carl Friedrich von Weizsäcker: Der begriffliche Aufbau der theoretischen Physik. Hirzel, Stuttgart 2004.
- Meinard Kuhlmann, Holger Lyre, Andrew Wayne (Hrsg.): Ontological Aspects of Quantum Field Theory. World Scientific, Singapore 2002.
- Informationstheorie. Eine philosophisch-naturwissenschaftliche Einführung. Fink (UTB), München 2002, ISBN 3-7705-3446-8.
- Quantentheorie der Information. Zur Naturphilosophie der Theorie der Ur-Alternativen und einer abstrakten Theorie der Information. 2. Auflage. Mentis, Wien 2004, ISBN 3-211-83204-1 (Erstausgabe: Springer, 1998, mit einem Geleitwort von Carl Friedrich von Weizsäcker).

## Aufsätze (Auswahl)
- The State Space of Artificial Intelligence. Minds and Machines, 2020. DOI:10.1007/s11023-020-09538-3
- Medizin als Wissenschaft - eine wissenschaftstheoretische Analyse. In: D. Ringkamp & H. Wittwer (Hg.): Was ist Medizin? Der Begriff der Medizin und seine ethischen Implikationen. Alber, Freiburg, 2018.
- Structures, Dynamics and Mechanisms in Neuroscience - an Integrative Account. Synthese 195(12): 5141–5158, 2018.
- Socially Extended Cognition and Shared Intentionality. Frontiers in Psychology 9, 2018. DOI:10.3389/fpsyg.2018.00831
- Philosophie der Neurowissenschaften. In: S. Lohse und T. Reydon (Hg.): Grundriss Wissenschaftsphilosophie: Die Philosophien der Einzelwissenschaften. S. 319–353, Meiner, Hamburg, 2017.
- Active Content Externalism. Review of Philosophy and Psychology 7(1): 17–33, 2016.
- Berry phase and quantum structure. Studies in History and Philosophy of Modern Physics 48: 45–51, 2014.
- Symmetrien, Strukturen, Realismus. In: M. Esfeld (Hg.): "Philosophie der Physik". Suhrkamp, Berlin, S. 368–389, 2012.
- Erweiterte Kognition und mentaler Externalismus. Zeitschrift für philosophische Forschung 64(2): 190–215, 2010.
- Humean Perspectives on Structural Realism. In: F. Stadler (ed.): The Present Situation in the Philosophy of Science. Springer, Dordrecht, p. 381–397, 2010.
- The "Multirealization" of Multiple Realizability. In: A. Hieke and H. Leitgeb (eds.): Reduction - Abstraction - Analysis. Ontos, Frankfurt, p.79–94, 2009.
- Does the Higgs Mechanism Exist? International Studies in the Philosophy of Science 22(2): 119–133, 2008.
- Handedness, Self-Models and Embodied Cognitive Content. Phenomenology and the Cognitive Sciences 7(4): 529–538, 2008.
- Philosophische Probleme von Raumzeit-Theorien. In: A. Bartels und M. Stöckler (Hg.): "Wissenschaftstheorie. Ein Studienbuch". mentis, Paderborn, 2007.
- Metaphysik im "Handumdrehen": Kant und Earman, Parität und Raumauffassung. Philosophia Naturalis 42:1 (2005) 49–76.
- Holism and Structuralism in U(1) Gauge Theory. Studies in History and Philosophy of Modern Physics 35:4 (2004) 643–670.
- With T. O. Eynck: Curve It, Gauge It, or Leave It? Underdetermination in Gravitational Theories. Journal for General Philosophy of Science 34:2 (2003) 277–303.
- The Principles of Gauging. Philosophy of Science 68:3 (Supplement), S371-S381 (2001).